# Nuestro Padre Jesús de la Salud (Las Palmas de Gran Canaria)
La imagen de Nuestro Padre Jesús de la Salud, obra del escultor e imaginero sevillano José Paz Vélez, se venera en la parroquia de Santo Domingo de Guzmán en Vegueta, en la ciudad de Las Palmas de Gran Canaria, España.
Es el titular de la Real e Ilustre Hermandad y Cofradía de Nazarenos de Nuestro Padre Jesús de la Salud y María Santísima de la Esperanza de Vegueta, esta imagen de Jesús cautivo fue bendecida el 30 de marzo de 1985, en un acto solemne realizado en la parroquia de Santo Domingo de Guzmán.

## Descripción de la imagen
La talla, de madera de cedro, es completa con movimientos de los brazos, con corona de espina tallada en la misma madera. Fue el 31 de marzo de 1985 cuando el Cristo de la Salud realiza, junto a la Virgen de la Esperanza, su primera salida procesional y estación de penitencia a la catedral de Canarias.

## Ajuar de la imagen
- La túnica de terciopelo morado fue la primera túnica que lució la imagen de Nuestro Padre Jesús de la Salud hasta el año 1991, pasando a ser su túnica de capilla.
- La túnica en terciopelo de Lion bordada en oro fino en los talleres de Francisco Herrera de Teror, donada por la familia Rocataliata-Cuerda, año 1992. Las luce el Cristo de la Salud en sus salidas procesionales el Domingo de Ramos y en los días de solemnidad según las reglas.
- La túnica blanca, estrenada con motivo del XXV aniversario de su cofradía. Fue donada por las familias de hermanos Peñalosa y Cornejo en el año 2004. A partir de entonces la luce todos los años para la misa de los enfermos en el mes de febrero.
- La túnica morada,  confeccionada en Arucas por María de la Cruz Morales Pérez y estrenada en el año 2006, fue donada por varios hermanos.
- En el año 2009, la misma costurera, María de la Cruz Morales Pérez, devota del Cristo,  confeccionó una túnica color vino y donada por su hijo, el entonces Mayordomo Contador Noé Neftalí Henríquez Morales, dicha túnica fue bendecida por el actual vicario general de la diócesis de Canarias en la función principal de la hermandad y estrenada por el Cristo de la Salud en la salida procesional del 2009.

- Las denominadas potencias de capilla son las que Nuestro Padre Jesús de la Salud lució en sus primeras salidas procesionales y son de plata dorada. Las potencias actuales es decir las nuevas potencias de salida son de plata con baño de oro fino, diseñadas por el escultor sevillano José Paz Vélez, y fueron confeccionadas en la orfebrería de Antonio Santos Campanario de Sevilla.[1]

## Veinticinco aniversario de la bendición de la imagen

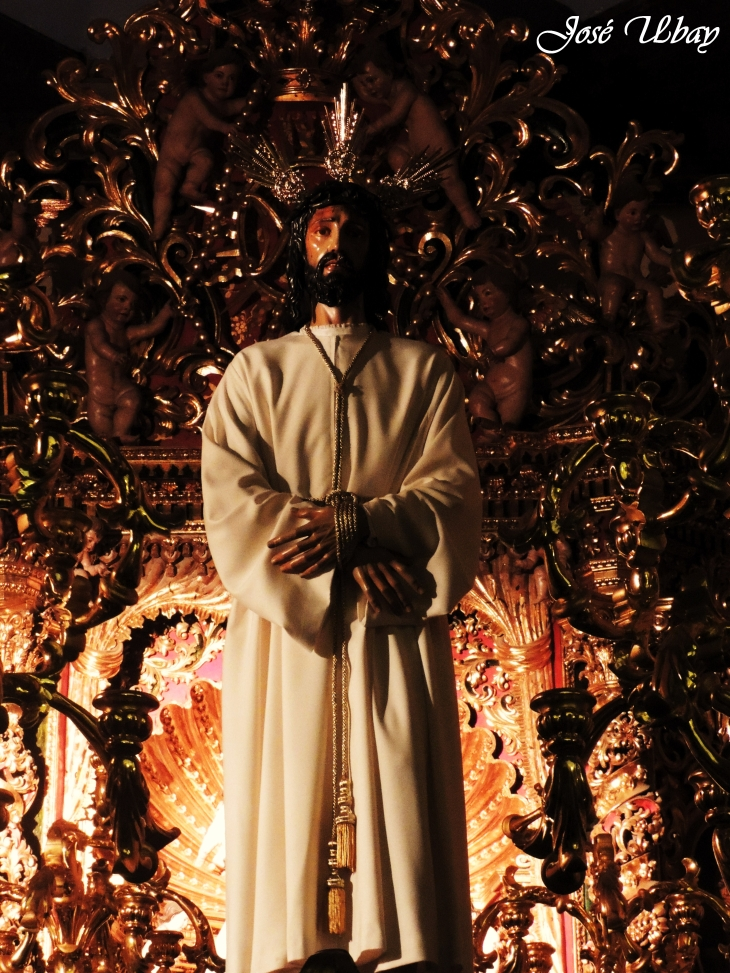
Nuestro Padre Jesus de la Salud en el traslado a su paso. Año 2013.

El 31 de marzo de 1985 se bendijo la imagen de Nuestro Padre Jesús de la Salud por el entonces director espiritual de la cofradía. Es por ello que durante todo el año 2010 la hermandad celebró una serie de cultos y actos para celebrar el aniversario. El culto externo fue la salida extraordinaria de Nuestro Padre Jesús de la Salud que tuvo lugar el 31 de octubre a la catedral de Canarias, donde recorrió las calles del barrio de Vegueta y del Polígono de San Cristóbal, allí se encontró con los enfermos de la residencia Cristo de la Salud, para luego dirigirse a la catedral, pasando antes por la ermita de Nuestra Señora de los Reyes, donde una réplica de la patrona de la isla del Hierro salió a recibirlo. Por la tarde del mismo día tuvo lugar una misa de acción de gracias, presidida por el obispo de Canarias, Francisco Cases Andreu, tras la misa la imagen volvió a su sede canónica, la parroquia de Santo Domingo de Guzmán.

## Vía crucis de la Misericordia
Con motivo del Jubileo de la Misericordia convocado por el papa Francisco, la parroquia de santo Domingo de Guzmán celebró el viernes, 12 de febrero de 2016 un vía crucis que presidieron de forma extraordinaria las imágenes de Nuestro Padre Jesús de la Salud y María Santísima de la Esperanza de Vegueta recorriendo las calles aledañas a la parroquia dominica.